# Masahiro Kaneko
Masahiro Kaneko (født 2. februar 1991) er en japansk fodboldspiller, som spiller for den japanske fodboldklub Zweigen Kanazawa.